# Sishanaspis quercicola
Sishanaspis quercicola är en insektsart som beskrevs av Ferris 1952. Sishanaspis quercicola ingår i släktet Sishanaspis och familjen pansarsköldlöss. Inga underarter finns listade i Catalogue of Life.